# Totalreflexion

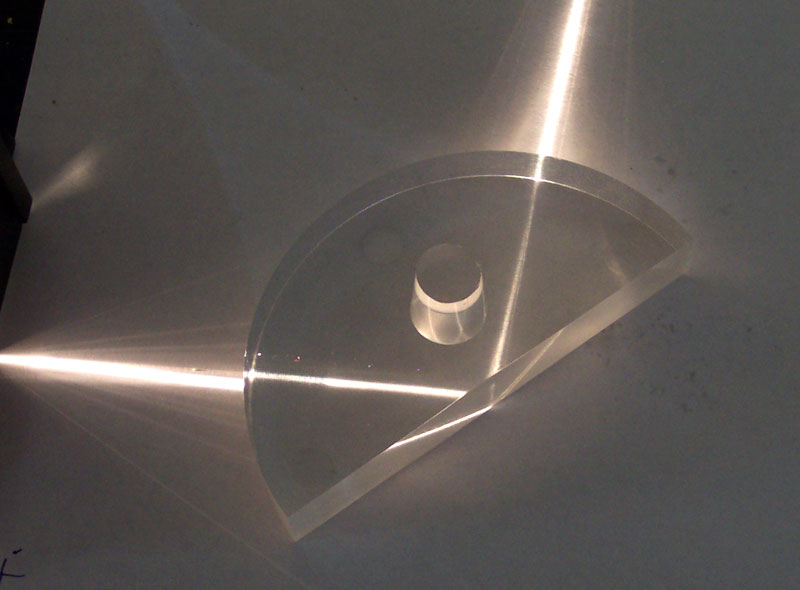
Totalreflexion von Licht an einer Grenzfläche zwischen Glas und Luft: Das flach auf die ebene Grenzfläche fallende Licht wird total reflektiert (an der runden Grenzfläche trifft es steil auf und kann aus dem Glas wieder austreten).

Die Totalreflexion ist eine bei Wellen  auftretende physikalische Erscheinung. Für die Totalreflexion von elektromagnetischen Wellen ist das bekannteste Beispiel diejenige der Lichtwellen.  Sie tritt bei flachem Auftreffen des Lichtes auf eine Grenzfläche zu einem anderen lichtdurchlässigen Medium mit geringerem Brechungsindex auf, in dem die Ausbreitungsgeschwindigkeit des Lichts größer als im Ausgangsmedium ist (z. B. in Luft größer als in Glas). Bei allmählich flacher werdendem Auftreffen (größer werdendem sogenanntem Einfallswinkel) des Lichtes an der Grenzfläche tritt der Effekt relativ plötzlich auf. Der in diesem Moment wirksame Einfallswinkel wird als Grenzwinkel der Totalreflexion bezeichnet. Das Licht tritt nicht mehr größtenteils in das andere Medium über, sondern wird ab jetzt mehr oder weniger total ins Ausgangsmedium zurückgeworfen (reflektiert).
Die folgenden Darstellungen beziehen sich weiter vorwiegend auf das Beispiel der Lichtwellen, obwohl Totalreflexion bei allen Arten von Wellen auftritt.

## Physikalische Erklärung

### Huygenssches Prinzip

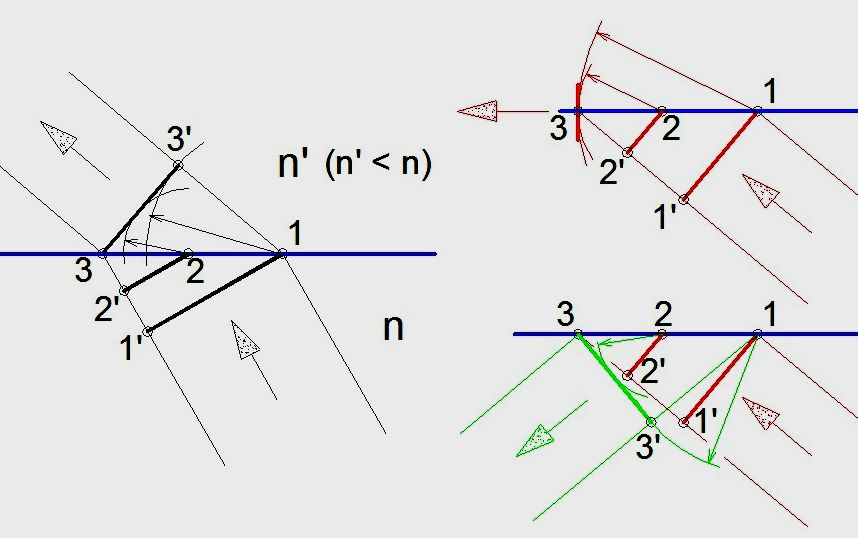
Huygenssches Prinzip: Brechung, und Reflexion einer Wellenfront
links: Brechung; rechts-oben: Übergangssituation; rechts -unten: Reflexion

In der Einleitung wurde, ohne besonders darauf hinzuweisen, das idealisierte Modell der Strahlenoptik angewendet. Dieses ist zur Erklärung der Refraktion und der damit zusammenhängenden Totalreflexion nicht geeignet. Geeignet ist die Anwendung der allgemeiner formulierten Wellenoptik und daraus die Anwendung des huygensschen Prinzips.
Demnach ist jeder Punkt, der von einer Wellenfront erreicht wird, Ausgangspunkt für eine kugel- bzw. kreisförmige Elementarwelle, welche sich im selben Medium mit gleicher Geschwindigkeit ausbreitet wie bzw. nach dem Übertritt in ein anderes Medium mit der dort anderen Geschwindigkeit ausbreitet als die ursprüngliche Welle. Die neue Lage der Wellenfront ergibt sich durch Überlagerung (Superposition) sämtlicher Elementarwellen. In nebenstehender Abbildung (linkes Teilbild) tritt eine Wellenfront von einem optisch dichteren Medium (unten) in ein optisch dünneres Medium (oben) über. Die Ausbreitungsgeschwindigkeit der Elementarwellen wird größer, weshalb die sich im dünneren Medium befindliche Front 3-3' der Welle eine andere Richtung hat als die vorherige 1-1', die sich noch im dichteren Medium befindet. 3-3' ist gegenüber 1-1' verdreht (der Winkel zwischen der Front und der Normale der Grenzfläche ist kleiner geworden).
Dies lässt sich bei Betrachtung von lediglich zwei von der Grenzschicht (Punkte 1 und 2) ausgehenden Elementarwellen bereits zeigen:
- Wenn die Front 1-1' in die Lage 2-2' gekommen ist und die Distanz 1'-2' zurückgelegt hat, ist die von 2 ausgehende Welle schon weiter gekommen, als diese Distanz beträgt.
- Wenn der Front-Punkt 1' im Punkt 3 angekommen ist und somit die Distanz 1'-3 zurückgelegt hat, ist die von 1 ausgehende Welle schon weiter gekommen, als diese Distanz beträgt.
- Die gemeinsame Tangente dieser beiden Elementarwellen ist die neue Wellenfront 3-3'.

Wenn man die Wellenfront im dichteren optischen Medium (unten) immer schräger gegen die Grenzlinie laufen lässt, so ist die neue Wellenfront im optisch dichteren Medium soweit verdreht, dass sie auf der Grenzlinie fortläuft: Die beiden Elementarwellen haben eine gemeinsame Tangente im Punkt 3 (Abbildung, rechts-oben; zur Verbesserung der Anschauung stelle man sich die Breite der Welle so klein wie die Strichbreite der Grenzlinie in der Abbildung vor).

### Snelliussches Brechungsgesetz

Totalreflexion
rot: Reflexion beim flachen Auftreffen von Licht, das aus einem optisch dichteren Medium kommend auf ein optisch dünneres trifft
gelb: Grenzsituation zwischen Brechung (grün) und Reflexion (rot)

Für die quantitative Behandlung der oben erklärten Zusammenhänge ist die Strahlenoptik gut geeignet. Im snelliusschen Brechungsgesetz wird sie angewendet.
Ein Lichtstrahl, der in einem optisch dichteren Medium (Brechungsindex {\displaystyle n_{1}}) sich ausbreitet und auf die Grenzfläche zu einem optisch dünneren Medium (Brechungsindex {\displaystyle n_{2}}) fällt, wird gemäß dem snelliusschen Brechungsgesetz
{\displaystyle n_{1}\sin \theta _{1}=n_{2}\sin \theta _{2}}
vom Lot weg gebrochen – der Ausfallswinkel {\displaystyle \theta _{2}} des Strahls ist größer als sein Einfallswinkel {\displaystyle \theta _{1}}. Dieser Fall entspricht dem grünen Strahlenweg in der nebenstehenden Abbildung.
Vergrößert man den Einfallswinkel {\displaystyle \theta _{1}}, so verläuft der gebrochene Strahl bei einem bestimmten Wert parallel zur Grenzfläche (gelber Strahlenweg). Dieser Einfallswinkel wird Grenzwinkel der Totalreflexion oder auch kritischer Winkel {\displaystyle \theta _{\mathrm {c} }} genannt. Der Wert dieses Winkels lässt sich aus den beiden Brechungsindices berechnen:
{\displaystyle \theta _{\mathrm {c} }=\arcsin \left({\frac {n_{2}}{n_{1}}}\right)} .
Das snelliussche Brechungsgesetz gilt nur, wenn der Lichtstrahl ins andere Medium übertritt, um dabei gebrochen zu werden. Für Einfallswinkel größer {\displaystyle \theta _{\mathrm {c} }} würde man damit Ausfallswinkel größer 90° errechnen, was zu dieser Vorgabe im Widerspruch steht. Für {\displaystyle \theta >\theta _{\mathrm {c} }} gilt das Reflexionsgesetz. Der Ausfallswinkel ist wie bei der „normalen, externen“ Reflexion gleich dem Einfallswinkel (roter Strahlenweg). Anstatt Brechung findet (Total-)Reflexion statt.

## Besonderheiten

### Abklingende Welle

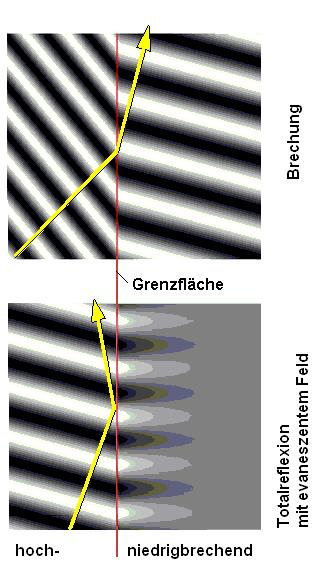
Evaneszente Felder hinter der Grenzfläche bei Totalreflexion. Gelb eingezeichnet sind die Ausbreitungsrichtungen der Wellen.

Die Mechanismen der Totalreflexion sind etwas anders als beispielsweise bei der Reflexion an metallischen Oberflächen. Aus den Maxwell-Gleichungen folgt, dass die elektromagnetische Welle an der Grenzfläche nicht schlagartig ihre Ausbreitungsrichtung ändern kann. Es bildet sich eine Welle auf der Oberfläche aus, die ebenfalls in das nachfolgende optisch dünnere Material eindringt. Die Feldstärke dieser Welle im nachfolgenden Material nimmt dabei exponentiell ab. Die Eindringtiefe {\displaystyle d_{\mathrm {p} }} (siehe auch London-Gleichung) bezeichnet dabei die Tiefe, bei der die Amplitude der abklingenden (evaneszente) Welle nur noch ca. 37 % (genauer: 1/{\displaystyle e}) der Ausgangsamplitude besitzt.
Beschreibung der abklingenden Welle:
{\displaystyle E(z)=E_{0}e^{-{\frac {z}{d_{\mathrm {p} }}}}}
Eindringtiefe:
{\displaystyle d_{\mathrm {p} }={\frac {\lambda }{2\pi n_{1}{\sqrt {\sin ^{2}\theta _{1}-\left({\frac {n_{2}}{n_{1}}}\right)^{2}}}}}}
Eine weitere Besonderheit bei der Totalreflexion ist ein bei Experimenten beobachteter Strahlenversatz, die sogenannte Goos-Hänchen-Verschiebung, d. h., der Ausgangspunkt der reflektierten Welle entspricht nicht dem Einfallspunkt der Welle.

### Abgeschwächte und verhinderte Totalreflexion

Verhinderte Totalreflexion zwischen zwei nah aneinander liegenden Prismen

Die vorhergehende physikalische Beschreibung der Totalreflexion macht einige vereinfachende Annahmen. So wird die Reflexion an der Grenzfläche zweier unendlich ausgedehnter, dielektrischer Halbräume (transparente Materialien) betrachtet, was natürlich nicht den realen Vorgängen entspricht. Die gemachten Näherungen sind allerdings für die meisten Fälle ausreichend genau.
Einige Effekte sind mit diesen Vereinfachungen nicht erklärbar. Wird beispielsweise infrarotes Licht an der Grenzfläche von einem (infrarot transparenten) Prisma und Luft totalreflektiert, enthält das Spektrum der totalreflektierten Infrarotstrahlung Absorptionslinien von Kohlenstoffdioxid und Wasserdampf. Die Ursache dafür ist die abklingende Welle, die mit dem optisch dünneren Medium wechselwirkt, das heißt, bestimmte Strahlungsanteile werden durch das optisch dünnere Medium absorbiert. Diese frequenz- und materialabhängigen Absorptionsanteile (Absorptionszentren des zweiten, optisch dünneren Materials) sind im reflektierten Strahl sichtbar. Man spricht daher in diesem Fall von der abgeschwächten Totalreflexion (engl. attenuated total reflection, ATR). Dieser Effekt wird unter anderem bei der ATR-Infrarotspektroskopie ausgenutzt.
Ein anderer Effekt tritt ein, wenn hinter dem optisch dünneren Material ein optisch dichteres Material (Brechungsindex vergleichbar mit dem des ersten Materials) platziert wird. In Abhängigkeit vom Abstand zur Grenzfläche, an der die Totalreflexion stattfindet, werden Anteile der abklingenden Welle in das dritte Material transmittiert. Dabei kommt es wiederum zu einer Intensitätsabschwächung der eigentlich totalreflektierten Welle, weshalb man von der verhinderten oder frustrierten Totalreflexion (engl. frustrated total internal reflection, FTIR; nicht zu verwechseln mit Fourier-Transform-Infrarot-Spektrometern bzw. -spektroskopie) oder auch vom optischen Tunneleffekt spricht.

## Vorkommen in der Natur

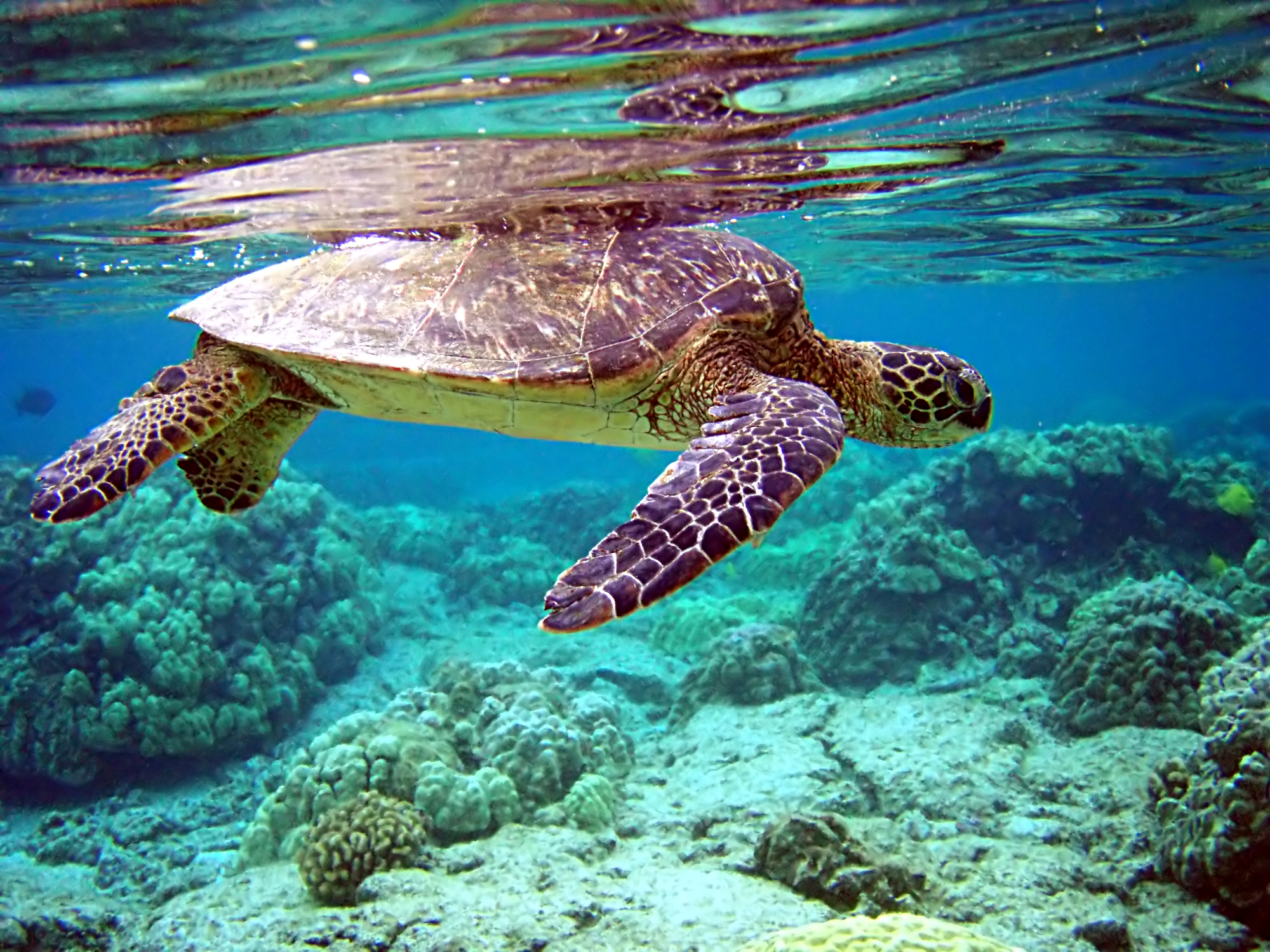
Grüne Meeresschildkröte mit totalreflektierten Spiegelungen an der Wasseroberfläche

Das Funkeln geschliffener Diamanten, die „weiße“ Farbe von Zuckerkristallen oder faserigen Stoffen wie Papier sind – sofern sie nicht von Flüssigkeiten benetzt sind – wesentlich der Totalreflexion zuzuschreiben. Lichtstrahlen kommen in die Materialien hinein, aber erst nach einer mehr oder minder großen Zahl von Totalreflexionen wieder daraus heraus.

## Anwendungen

### Ultraviolette, sichtbare und infrarote Strahlung

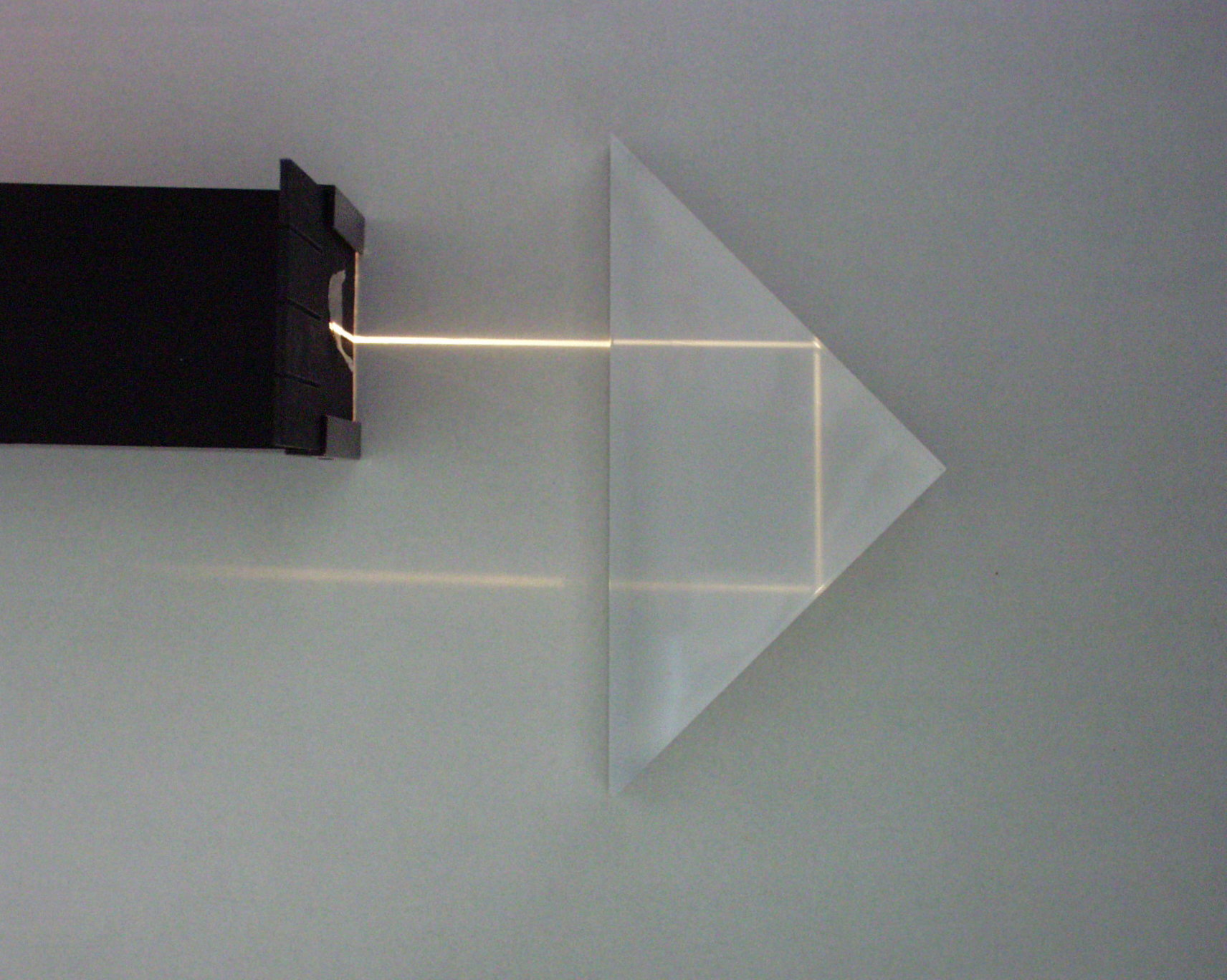
Zweimalige Totalreflexion in einem Prisma

Im Bereich des sichtbaren Lichtes ist der Brechungsindex der meisten Materialien größer als von Vakuum (oder Luft). Dies wird zum Beispiel in Umlenkprismen und in Lichtwellenleitern ausgenutzt. Hier tritt die Totalreflexion beim Übergang vom optisch dichteren Medium (Prisma, Faserkern) zur optisch dünneren Umgebung (Luft) auf, in der Glasfaser ist die dünnere „Umgebung“ i. A. eine andere Glassorte. Licht kann derart nahezu verlustfrei in eine gewünschte Richtung gelenkt werden. Glasfaserkabel können Informationen in Form des Lichtes so bis zu 20.000 Meter weit transportieren, ohne dass eine Verstärkung notwendig wird.
Ein anderes Anwendungsfeld ist der Einsatz der Totalreflexion auf Doppelbrechungs-basierte Polarisatoren, wie dem Nicolschen Prisma und dem Glan-Thompson-Prisma. Dabei wird die Eigenschaft ausgenutzt, dass doppelbrechende Materialien polarisationsabhängige Brechungsindizes aufweisen, so dass in einem bestimmten Einfallswinkelbereich eine Polarisation zum Großteil transmittiert und die andere totalreflektiert wird. Dieses Verhalten kann man auch für polarisationsabhängige Strahlteiler nutzen.
Eine andere Form von Strahlteiler kann unter Nutzung der verhinderten Totalreflexion realisiert werden. Hierbei werden zwei Prismen in sehr geringen Abstand (im Bereich einer Wellenlänge des Lichtes) zueinander platziert, dabei wird ein Teil der Welle reflektiert und der andere in das zweite Prisma transmittiert. Über den Abstand lässt sich zusätzlich das Verhältnis zwischen den beiden Anteilen einstellen. Anwendung findet dieses Prinzip beispielsweise in der Holografie oder als optische Weiche bei der Übertragung mittels Lichtwellenleiter.
Auch in der Messtechnik finden die erwähnten Effekte vielfältige Anwendung. So wird die abgeschwächte Totalreflexion seit Ende der 1960er Jahre im Bereich der Infrarotspektroskopie (genauer ATR-IR-Spektroskopie) eingesetzt. Durch die geringe Eindringtiefe lassen sich so auch dünne und stark absorbierende Materialien, wie wässrige Lösungen, untersuchen. Störende Interferenzen, wie sie bei der Transmissionsmessung von dünnen Schichten zu beobachten sind, treten dabei nicht auf.

### Röntgenstrahlung

#### Brechungsindex für Röntgenstrahlung
Der Brechungsindex {\displaystyle n} aller Materialien ist bei Röntgenstrahlung etwas kleiner als 1 von Vakuum. Dies ist im Unterschied zum sichtbaren Bereich, wo dieser fast immer deutlich größer als 1 ist. Da sich die Werte meist erst nach der siebten Nachkommastelle unterscheiden (also 0,999999(x)), wird für Röntgenstrahlung häufig {\displaystyle \delta } angegeben statt {\displaystyle n=1-\delta }. Typische Werte für {\displaystyle \delta } liegen im Bereich zwischen 10−9 und 10−5 und sind abhängig von der Quantenenergie der Strahlung {\displaystyle \sim 1/\lambda }, der Ordnungszahl {\displaystyle Z}, der Molmasse {\displaystyle M_{m}} und der Dichte {\displaystyle \varrho } des Materials. Für {\displaystyle \delta =1-n} gilt
| {\displaystyle \delta =1-n={\frac {N_{A}q^{2}}{8\pi ^{2}\varepsilon _{0}mc^{2}}}\cdot {\frac {Z}{M_{m}}}\cdot \varrho \cdot \lambda ^{2}={\text{2,70}}\cdot 10^{11}\cdot {\frac {Z}{M_{m}}}\cdot \varrho \cdot \lambda ^{2}\,{\frac {\text{m}}{\text{kmol}}}<1} |  | (1) |
| {\displaystyle \delta =1-n={\frac {N_{A}q^{2}}{8\pi ^{2}\varepsilon _{0}mc^{2}}}\cdot {\frac {Z}{M_{m}}}\cdot \varrho \cdot \lambda ^{2}={\text{2,70}}\cdot 10^{11}\cdot {\frac {Z}{M_{m}}}\cdot \varrho \cdot \lambda ^{2}\,{\frac {\text{m}}{\text{kmol}}}<1} |  | (1) |
mit der Avogadrozahl {\displaystyle N_{A}={\text{6,022}}\cdot 10^{26}{\text{ kmol}}^{-1}}, der elektrischen Feldkonstante {\displaystyle \varepsilon _{0}={\text{8,854}}\cdot 10^{-12}{\text{ Fm}}^{-1}}, der Elektronenmasse {\displaystyle m={\text{9,109}}\cdot 10^{-31}{\text{ kg}}}, der Elementarladung {\displaystyle q={\text{1,602}}\cdot 10^{-19}{\text{ C}}} und der Lichtgeschwindigkeit {\displaystyle c={\text{2,998}}\cdot 10^{8}{\text{ ms}}^{-1}}.
Für Silizium mit seiner Molmasse {\displaystyle M_{m}=28{\text{ kg/kmol}}}, seiner Kernladungszahl {\displaystyle Z=14} und seiner Dichte {\displaystyle \varrho =2.336{\text{ kg/m}}^{3}} beträgt die Abweichung des Brechungsindex vom Vakuum {\displaystyle (1-n_{\text{Si}})} nach Gleichung (1) zu:
{\displaystyle 1-n_{\text{Si}}={\text{2,70}}\cdot 10^{11}\cdot {\frac {14}{28}}\cdot 2.336\cdot {\text{0,7107}}^{2}\cdot 10^{-20}={\text{1,593}}\cdot 10^{-6}} für {\displaystyle {\text{Mo-K}}_{\alpha }} Röntgenstrahlung der Wellenlänge von {\displaystyle \lambda ={\text{0,7107}}\,\mathrm {\AA} }.

#### Totalreflexion für Röntgenstrahlen
Bei Brechungsindex {\displaystyle n<1} ist es möglich, im streifenden Einfall ({\displaystyle \delta _{1}} gegen 90° oder {\displaystyle {\textstyle {\frac {\pi }{2}}}}) eine äußere Totalreflexion beim Übergang vom Vakuum zu Materie (also von „optisch“ dichteren zum „optisch“ dünneren Medium) zu erreichen.
Für Röntgenstrahlen ist Luft oder Vakuum das optisch dichtere Medium verglichen mit Flüssigkeiten oder Festkörpern.
Somit kann für Röntgenstrahlung der Fall auftreten, dass für genügend hohe Winkel {\displaystyle \delta _{1}={\textstyle {\frac {1}{2}}}\pi -\psi } nahe 90° der Winkel {\displaystyle \delta _{2}} im Snelliusschen Brechungsgesetz {\displaystyle n_{2}\sin \delta _{2}=n_{1}\sin \delta _{1}} imaginär wird:
{\displaystyle {\begin{aligned}\sin \delta _{2}&={\frac {n_{1}}{n_{2}}}\sin \delta _{1}={\frac {1}{1-\delta }}\sin({\textstyle {\frac {1}{2}}}\pi -\psi )={\frac {1}{1-\delta }}\cos \psi \approx {\frac {1-\psi ^{2}/2}{1-\delta }}\approx (1-\psi ^{2}/2)(1+\delta )\approx 1+\delta -\psi ^{2}/2>1\quad {\text{für }}\psi <\psi _{g}={\sqrt {2\delta }}\\n_{2}\cos \delta _{2}&=n_{2}{\sqrt {1-\sin ^{2}\delta _{2}}}={\text{i}}\,n_{2}{\sqrt {\sin ^{2}\delta _{2}-1}}\approx {\text{i}}\,(1-\delta ){\sqrt {(1+\delta -\psi ^{2}/2)^{2}-1}}\approx {\text{i}}\,(1-\delta ){\sqrt {1+2\delta -\psi ^{2}-1}}\approx {\text{i}}\,{\sqrt {2\delta -\psi ^{2}}}\\n_{1}\sin \delta _{1}&=\sin({\textstyle {\frac {\pi }{2}}}-\psi )=\cos \psi \approx 1-\psi ^{2}/2+{\cal {O(\psi ^{4})}}\end{aligned}}}
Strahlt Röntgenlicht unter dem kleinen Winkel {\displaystyle \psi ={\textstyle {\frac {\pi }{2}}}-\delta _{1}} vom optisch dichteren Medium {\displaystyle n_{1}=1} gegen die Grenzfläche zum optisch dünneren Medium {\displaystyle n_{2}=1-\delta } streifend ein, so tritt Totalreflexion auf für Einfallswinkel {\displaystyle \psi }, die geringer als der Grenzwinkel {\displaystyle \psi _{g}={\sqrt {2\delta }}} sind.
Nach Gleichung (1) oben ist der Grenzwinkel {\displaystyle \psi _{g}} der Röntgenstrahlung proportional zu deren Wellenlänge {\displaystyle \lambda }:
{\displaystyle \psi _{g}={\sqrt {2\delta }}={\sqrt {{\text{2,70}}\cdot 10^{11}\cdot {\frac {Z}{M_{m}}}\cdot \varrho \cdot \lambda ^{2}\,{\frac {\text{m}}{\text{kmol}}}}}={\text{5,2}}\cdot 10^{5}{\sqrt {{\frac {Z}{M_{m}}}\cdot \varrho \cdot \lambda ^{2}\,{\frac {\text{m}}{\text{kmol}}}}}<{\text{0,5°}}\sim \lambda }
Der Ausbreitungsfaktor der gebrochenen Welle lautet:
{\displaystyle {\text{e}}^{{\text{i}}{\vec {k}}_{2}\cdot {\vec {x}}}={\text{e}}^{{\text{i}}n_{2}{\frac {\omega }{c}}(x\cos \delta _{2}-y\sin \delta _{2})}={\text{e}}^{{\text{i}}n_{2}{\frac {\omega }{c}}x\cos \delta _{2}}\cdot {\text{e}}^{-{\text{i}}n_{1}{\frac {\omega }{c}}y\sin \delta _{1}}\approx {\text{e}}^{-{\frac {\omega }{c}}x{\sqrt {2\delta -\psi ^{2}}}}\cdot {\text{e}}^{-{\text{i}}{\frac {\omega }{c}}(1-\psi ^{2}/2)y}\approx {\text{e}}^{-x/d}\cdot {\text{e}}^{-{\text{i}}{\frac {\omega }{c}}y}}
mit dem Snelliusschen Brechungsgesetz {\displaystyle n_{2}\sin \delta _{2}=n_{1}\sin \delta _{1}} und dem streifenden Einfall mit {\displaystyle n_{1}\sin \delta _{1}\approx 1-\psi ^{2}/2\approx 1} und {\displaystyle n_{2}\cos \delta _{2}={\text{i}}{\sqrt {2\delta -\psi ^{2}}}}. Es tritt Totalreflexion auf, bei der die Röntgenstrahlung vollständig reflektiert wird. Der zweite Faktor {\displaystyle {\text{e}}^{-{\text{i}}{\frac {\omega }{c}}y}} der gebrochenen Welle zeigt, dass sich diese längs der Grenzfläche in negativer {\displaystyle y}-Richtung ausbreitet. Außerdem klingt die gebrochene Welle mit {\displaystyle {\text{e}}^{-x/d}} als erstem Faktor in Richtung des optisch dünneren Mediums bei {\displaystyle x>0} exponentiell ab.
Die Eindringtiefe {\displaystyle d} lautet:
{\displaystyle d={\frac {c}{\omega {\sqrt {2\delta -\psi ^{2}}}}}={\frac {\lambda }{2\pi {\sqrt {2\delta -\psi ^{2}}}}}<{\frac {\lambda }{2\pi {\sqrt {2\delta }}}}={\frac {\lambda }{2\pi \cdot {\text{5,2}}\cdot 10^{5}{\sqrt {{\frac {Z}{M_{m}}}\cdot \varrho \cdot \lambda ^{2}\,{\frac {\text{m}}{\text{kmol}}}}}}}={\frac {{\text{3,06}}\cdot 10^{-7}}{\sqrt {{\frac {Z}{M_{m}}}\cdot \varrho \,{\frac {{\text{m}}^{3}}{\text{kmol}}}}}}}
und ist im Bereich der Röntgenstrahlung nahezu wellenlängenunabhängig!
Für Silizium weicht der Brechungsindex nur wenig von 1 ab: {\displaystyle \delta =1-n_{\text{Si}}={\text{1,593}}\cdot 10^{-6}} für {\displaystyle {\text{Mo-K}}_{\alpha }} Röntgenstrahlung der Wellenlänge von {\displaystyle \lambda ={\text{0,7107}}\,\mathrm {\AA} }. Damit beträgt der Grenzwinkel {\displaystyle \psi _{g,{\text{Si}}}} für {\displaystyle {\text{Mo-K}}_{\alpha }} Röntgenstrahlung der Wellenlänge von {\displaystyle \lambda ={\text{0,7107}}\,\mathrm {\AA} }
{\displaystyle \psi _{g,{\text{Si}}}={\sqrt {2\delta }}={\sqrt {2(1-n_{\text{Si}})}}={\sqrt {2\cdot {\text{1,593}}\cdot 10^{-6}}}={\text{1,785 mrad}}={\text{0,102°}}}
Die minimale Eindringtiefe lautet für Silizium:
{\displaystyle d_{\text{Si}}={\frac {\lambda }{2\pi {\sqrt {2\delta }}}}={\frac {{\text{0,7107}}\,\mathrm {\AA} }{2\pi \cdot {\text{1,785}}\cdot 10^{-3}}}={\text{63,4}}\,\mathrm {\AA} ={\text{6,34 nm}}\approx {\text{90}}\lambda }
Die Intensität ist proportional zum Amplitudenquadrat {\displaystyle |{\vec {E}}_{t}|^{2}} des elektrischen Feldes der Röntgenstrahlung und nimmt quadratisch mit der Eindringtiefe ab: {\displaystyle |{\vec {E}}_{t}|^{2}\sim {\text{e}}^{-2\cdot x/d}}. Im Gebiet der Totalreflexion dringt das Röntgenfeld mit {\displaystyle {\textstyle {\frac {d}{2}}}} also nur halb so tief ein. Diese Oberflächenempfindlichkeit bildet die Grundlage für die Diffraktometrie unter streifendem Einfall.
Ausgenutzt wird die Totalreflexion von Röntgenstrahlung in der Röntgenoptik, wie dem Wolter-Teleskop; beispielsweise beruhen Kapillaroptiken auf diesem Prinzip.
Im Brechungsindex kann zusätzlich eine Absorption des Materials repräsentiert werden. In diesem Fall ist der Brechungsindex eine komplexe Zahl, deren Imaginärteil den Extinktionskoeffizienten {\displaystyle k} repräsentiert. Damit ergeben sich die Darstellungsmöglichkeiten {\displaystyle N=n+\mathrm {i} k=1-\delta +\mathrm {i} k=1-\delta -\mathrm {i} \beta } (d. h. {\displaystyle k=-\beta }). Die meisten Materialien sind für Röntgenstrahlung nahezu transparent, damit ist der Extinktionskoeffizient {\displaystyle k} in der Regel kleiner als 10−6.

### Augenspiegelung
Die Totalreflexion einer Lichtquelle an einem Brillenglas führt zum Aufleuchten der Pupille derjenigen Person, die in dieses Spiegelbild blickt. Diese von Karl von Erlach gemachte Beobachtung kannte Hermann von Helmholtz aus einer Arbeit von Ernst Brücke und brachte ihn auf die Idee, die Totalreflexion an planparallelen Platten dazu zu verwenden, die Sehrichtung des beobachteten Auges mit der Richtung des einfallenden Lichtes zusammenzulegen. Hieraus resultierte die Erfindung der Ophthalmoskopie im Jahr 1850.